# Дёгтев, Василий Борисович
Василий Борисович Дёгтев (род. 1 декабря 1967) — советский, российский футболист, полузащитник, нападающий.

## Биография
В первенстве СССР играл за команды низших лиг «Хорезм» Янгиарык (1985 — вторая лига), «Сельмашевец» / «Чирчик» (1987 — чемпионат Узбекской ССР, 1989 — вторая лига, 1990, 1991 — вторая низшая лига), «Пахтакор» Ташкент (1990 — первая лига, 1991 — турнир дублёров высшей лиги), «Ешлик» Туракурган (1991 — вторая низшая лига), «Касансаец» Касансай (1991 — вторая лига).
В первой лиге первенства России выступал за «Сахалин» Южно-Сахалинск (1992), «Локомотив» Чита (1993—1994). В 1995 году играл в чемпионате Узбекистана в составе клуба «Политотдел». В дальнейшем играл в России на любительском уровне за «Спартак» Южно-Сахалинск (1999),
«Нефтяник» Ноглики (2000—2001).